# 니시지마 스케요시
니시지마 스케요시(일본어: 西島助義, 1847년 10월 11일(고카 4년 9월 3일) ~ 1933년(쇼와 8년) 2월 8일)는 일본 제국의 군인이다. 통칭은 기치타로(吉太郎)이며 육군 중장 종이위 훈일등 공이급 남작이다.

## 생애
1847년에 조슈번의 번사의 자제로 태어나 보신 전쟁 때에 분대장으로 출정하였다. 메이지 유신 이후 1873년(메이지 6년) 2월에 육군 소위로 임관하였다. 1893년(메이지 26년) 2월에 보병 제11연대장으로 청일 전쟁에 출정하였다. 1894년(메이지 27년) 11월에 보병 대좌, 1896년(메이지 29년) 12월에 보병 제44연대장, 1897년(메이지 30년) 2월에 육군 교도단장, 1898년(메이지 31년) 3월에는 육군 소장으로 진급하여 보병 제24여단장, 1900년(메이지 33년) 1월에는 타이완 수비 혼성 제3여단장으로 근무하였다.
1902년(메이지 35년) 2월에 보병 제7여단장으로 러일 전쟁에 출정하였다. 난산 전투(南山の戦い), 더리스 전투(得利寺の戦い), 대석교 전투(大石橋の戦い), 랴오양 전투(遼陽会戦)에 참전하였다. 1904년(메이지 37년) 9월에 육군 중장으로 진급하였고, 육군 대장 니시 간지로(西寛二郎)를 대신하여 제2사단장으로 봉천 전투(奉天会戦)에 참전하였다.
1905년(메이지 38년) 5월에 훈일등 서보장, 1906년(메이지 39년) 4월에는 훈일등 욱일대수장에 수여받았다. 같은 해 7월에 제6사단장으로 근무하였다. 1907년(메이지 40년) 9월 21일에 청일, 러일 전쟁에서의 군공에 의해 남작의 작위를 받았다. 1909년(메이지 42년) 5월 26일에 대한제국의 대훈위이화대수장을 수여받았다. 같은 해 9월에 휴직하여 1911년(메이지 44년) 9월에 후비역(後備役)에 편입되었다.